# Freie-Partie-Europameisterschaft der Junioren 2002/03

Logo CEB (ausrichtender Verband)

Die Freie-Partie-Europameisterschaft der Junioren 2002 war das 27. Turnier in dieser Disziplin des Karambolagebillards und fand vom 13. bis zum 15. Dezember 2002 in Prag statt. Die Meisterschaft zählte zur Saison 2002/03.

## Geschichte
Auch in Prag zeigte sich die Überlegenheit der niederländischen Juniorenspieler. Drei im Halbfinale, wobei Erwin van den Heuvel den Titel gegen den Belgier Nicky Defraye holte. Platz drei ging an Martien van der Spoel mit dem besten GD und Titelverteidiger Edgar Meerwijk.

## Modus
Gespielt wurde eine Vorrunde im Round-Robin-Modus, danach eine Knock-out-Runde  bis 300 Punkte oder 20 Aufnahmen. Ab der Saison 2001/02 wurde Platz drei nicht mehr ausgespielt.
Platzierung in den Tabellen bei Punktgleichheit:
1. MP = Matchpunkte
2. GD = Generaldurchschnitt
3. HS = Höchstserie

## Vorrunde
| Abschlusstabelle Gruppe A | Abschlusstabelle Gruppe A | Abschlusstabelle Gruppe A | Abschlusstabelle Gruppe A | Abschlusstabelle Gruppe A | Abschlusstabelle Gruppe A | Abschlusstabelle Gruppe A | Abschlusstabelle Gruppe A | Abschlusstabelle Gruppe A |
| Platz                     | Name                      | MP                        | Pkte                      | Aufn.                     | GD                        | BED                       | HS                        |                           |
| ------------------------- | ------------------------- | ------------------------- | ------------------------- | ------------------------- | ------------------------- | ------------------------- | ------------------------- | ------------------------- |
| 1                         | Edgar Meerwijk            | 6:0                       | 900                       | 11                        | 81,81                     | 300,00                    | 300                       |                           |
| 2                         | Davy van Havere           | 4:2                       | 636                       | 16                        | 39,75                     | 75,00                     | 188                       |                           |
| 3                         | Janis Ziogas              | 2:4                       | 413                       | 25                        | 16,52                     | 17,64                     | 91                        |                           |
| 4                         | Daniel Bichler            | 0:6                       | 172                       | 22                        | 7,81                      | -                         | 51                        |                           |

| Abschlusstabelle Gruppe B | Abschlusstabelle Gruppe B | Abschlusstabelle Gruppe B | Abschlusstabelle Gruppe B | Abschlusstabelle Gruppe B | Abschlusstabelle Gruppe B | Abschlusstabelle Gruppe B | Abschlusstabelle Gruppe B | Abschlusstabelle Gruppe B |
| Platz                     | Name                      | MP                        | Pkte                      | Aufn.                     | GD                        | BED                       | HS                        |                           |
| ------------------------- | ------------------------- | ------------------------- | ------------------------- | ------------------------- | ------------------------- | ------------------------- | ------------------------- | ------------------------- |
| 1                         | Martien van der Spoel     | 6:0                       | 900                       | 8                         | 112,50                    | 150,00                    | 298                       |                           |
| 2                         | Julien Rault              | 4:2                       | 624                       | 23                        | 27,13                     | 50,00                     | 186                       |                           |
| 3                         | Maarten Janssen           | 2:4                       | 438                       | 38                        | 11,52                     | 14,40                     | 71                        |                           |
| 4                         | Adam Brezina              | 0:6                       | 154                       | 29                        | 5,31                      | -                         | 61                        |                           |

| Abschlusstabelle Gruppe C | Abschlusstabelle Gruppe C | Abschlusstabelle Gruppe C | Abschlusstabelle Gruppe C | Abschlusstabelle Gruppe C | Abschlusstabelle Gruppe C | Abschlusstabelle Gruppe C | Abschlusstabelle Gruppe C | Abschlusstabelle Gruppe C |
| Platz                     | Name                      | MP                        | Pkte                      | Aufn.                     | GD                        | BED                       | HS                        |                           |
| ------------------------- | ------------------------- | ------------------------- | ------------------------- | ------------------------- | ------------------------- | ------------------------- | ------------------------- | ------------------------- |
| 1                         | Nicky Defraye             | 4:2                       | 606                       | 5                         | 121,20                    | 300,00                    | 300                       |                           |
| 2                         | Steve Dorard              | 4:2                       | 693                       | 14                        | 49,50                     | 150,00                    | 174                       |                           |
| 3                         | Jan Dvoraček              | 2:4                       | 680                       | 21                        | 32,38                     | 25,00                     | 182                       |                           |
| 4                         | Kai Brezl                 | 2:4                       | 428                       | 18                        | 23,77                     | 60,00                     | 271                       |                           |

| Abschlusstabelle Gruppe D | Abschlusstabelle Gruppe D | Abschlusstabelle Gruppe D | Abschlusstabelle Gruppe D | Abschlusstabelle Gruppe D | Abschlusstabelle Gruppe D | Abschlusstabelle Gruppe D | Abschlusstabelle Gruppe D | Abschlusstabelle Gruppe D |
| Platz                     | Name                      | MP                        | Pkte                      | Aufn.                     | GD                        | BED                       | HS                        |                           |
| ------------------------- | ------------------------- | ------------------------- | ------------------------- | ------------------------- | ------------------------- | ------------------------- | ------------------------- | ------------------------- |
| 1                         | Erwin van den Heuvel      | 4:2                       | 885                       | 20                        | 44,25                     | 300,00                    | 300                       |                           |
| 2                         | Christian Mooren          | 4:2                       | 600                       | 16                        | 37,50                     | 150,00                    | 250                       |                           |
| 3                         | Koen Saver                | 2:4                       | 513                       | 12                        | 42,75                     | 50,00                     | 187                       |                           |
| 4                         | Nicolas Charote           | 2:4                       | 566                       | 34                        | 16,64                     | 20,00                     | 104                       |                           |

## Endrunde
|  | Viertelfinale 300/20  | Viertelfinale 300/20 | Viertelfinale 300/20 | Viertelfinale 300/20 | Viertelfinale 300/20 | Viertelfinale 300/20 |                       |                      | Halbfinale 300/20 | Halbfinale 300/20 | Halbfinale 300/20 | Halbfinale 300/20 | Halbfinale 300/20 | Halbfinale 300/20 |      |       | Finale 300/20 | Finale 300/20 | Finale 300/20 | Finale 300/20 | Finale 300/20 | Finale 300/20 |
|  |                       |                      |                      |                      |                      |                      |                       |                      |                   |                   |                   |                   |                   |                   |      |       |               |               |               |               |               |               |
|  |                       | MP                   | Pkt.                 | Aufn.                | ED                   | HS                   |                       |                      |                   |                   |                   |                   |                   |                   |      |       |               |               |               |               |               |               |
|  |                       | MP                   | Pkt.                 | Aufn.                | ED                   | HS                   |                       |                      |                   |                   |                   |                   |                   |                   |      |       |               |               |               |               |               |               |
|  | Edgar Meerwijk        | 2                    | 300                  | 1                    | 300,00               | 300                  |                       |                      |                   |                   |                   |                   |                   |                   |      |       |               |               |               |               |               |               |
|  | Edgar Meerwijk        | 2                    | 300                  | 1                    | 300,00               | 300                  |                       | MP                   | Pkt.              | Aufn.             | ED                | HS                |                   |                   |      |       |               |               |               |               |               |               |
|  | Christian Mooren      | 0                    | 0                    | 1                    | 0,00                 | 0                    |                       | MP                   | Pkt.              | Aufn.             | ED                | HS                |                   |                   |      |       |               |               |               |               |               |               |
|  | Christian Mooren      | 0                    | 0                    | 1                    | 0,00                 | 0                    | Edgar Meerwijk        | 0                    | 45                | 2                 | 22,50             | 38                |                   |                   |      |       |               |               |               |               |               |               |
|  |                       | MP                   | Pkt.                 | Aufn.                | ED                   | HS                   | Edgar Meerwijk        | 0                    | 45                | 2                 | 22,50             | 38                |                   |                   |      |       |               |               |               |               |               |               |
|  |                       | MP                   | Pkt.                 | Aufn.                | ED                   | HS                   |                       | Nicky Defraye        | 2                 | 300               | 2                 | 150,00            | 267               |                   |      |       |               |               |               |               |               |               |
|  | Nicky Defraye         | 2                    | 300                  | 8                    | 37,50                | 152                  |                       | Nicky Defraye        | 2                 | 300               | 2                 | 150,00            | 267               |                   |      |       |               |               |               |               |               |               |
|  | Nicky Defraye         | 2                    | 300                  | 8                    | 37,50                | 152                  |                       |                      |                   |                   |                   |                   |                   | MP                | Pkt. | Aufn. | ED            | HS            |               |               |               |               |
|  | Julien Rault          | 0                    | 134                  | 8                    | 16,75                | 96                   |                       |                      |                   |                   |                   |                   |                   | MP                | Pkt. | Aufn. | ED            | HS            |               |               |               |               |
|  | Julien Rault          | 0                    | 134                  | 8                    | 16,75                | 96                   | Nicky Defraye         | 0                    | 122               | 6                 | 20,33             | 70                |                   |                   |      |       |               |               |               |               |               |               |
|  |                       | MP                   | Pkt.                 | Aufn.                | ED                   | HS                   | Nicky Defraye         | 0                    | 122               | 6                 | 20,33             | 70                |                   |                   |      |       |               |               |               |               |               |               |
|  |                       | MP                   | Pkt.                 | Aufn.                | ED                   | HS                   |                       | Erwin van den Heuvel | 2                 | 300               | 6                 | 50,00             | 290               |                   |      |       |               |               |               |               |               |               |
|  | Martien van der Spoel | 2                    | 300                  | 1                    | 300,00               | 300                  |                       | Erwin van den Heuvel | 2                 | 300               | 6                 | 50,00             | 290               |                   |      |       |               |               |               |               |               |               |
|  | Martien van der Spoel | 2                    | 300                  | 1                    | 300,00               | 300                  |                       | MP                   | Pkt.              | Aufn.             | ED                | HS                |                   |                   |      |       |               |               |               |               |               |               |
|  | Steve Dorard          | 0                    | 1                    | 1                    | 1,00                 | 1                    |                       | MP                   | Pkt.              | Aufn.             | ED                | HS                |                   |                   |      |       |               |               |               |               |               |               |
|  | Steve Dorard          | 0                    | 1                    | 1                    | 1,00                 | 1                    | Martien van der Spoel | 0                    | 60                | 2                 | 30,00             | 56                |                   |                   |      |       |               |               |               |               |               |               |
|  |                       | MP                   | Pkt.                 | Aufn.                | ED                   | HS                   | Martien van der Spoel | 0                    | 60                | 2                 | 30,00             | 56                |                   |                   |      |       |               |               |               |               |               |               |
|  |                       | MP                   | Pkt.                 | Aufn.                | ED                   | HS                   |                       | Erwin van den Heuvel | 2                 | 300               | 2                 | 150,00            | 191               |                   |      |       |               |               |               |               |               |               |
|  | Erwin van den Heuvel  | 2                    | 300                  | 5                    | 60,00                | 218                  |                       | Erwin van den Heuvel | 2                 | 300               | 2                 | 150,00            | 191               |                   |      |       |               |               |               |               |               |               |
|  | Erwin van den Heuvel  | 2                    | 300                  | 5                    | 60,00                | 218                  |                       |                      |                   |                   |                   |                   |                   |                   |      |       |               |               |               |               |               |               |
|  | Davy van Havere       | 0                    | 199                  | 5                    | 39,80                | 169                  |                       |                      |                   |                   |                   |                   |                   |                   |      |       |               |               |               |               |               |               |
|  | Davy van Havere       | 0                    | 199                  | 5                    | 39,80                | 169                  |                       |                      |                   |                   |                   |                   |                   |                   |      |       |               |               |               |               |               |               |

## Endergebnis
| MP    | Match Points (Sieger = 2; Unentschieden = 1; Verlierer = 0) |
| Pkte. | Erzielte Karambolagen                                       |
| Aufn. | Benötigte Versuche                                          |
| GD    | Generaldurchschnitt                                         |
| BED   | Bester Einzeldurchschnitt eines Spielers                    |
| HS    | Höchstserie                                                 |
|       | Bester GD des Turniers                                      |
|       | Bester ED des Turniers                                      |
|       | Beste HS des Turniers                                       |
|       | 1. Platz (Gold)                                             |
|       | 2. Platz (Silber)                                           |
|       | 3. Platz (Bronze)                                           |

| Finale                     | 1  | Erwin van den Heuvel  | 10:2 | 1785 | 33 | 54,09  | 300,00 | 300 |
| Finale                     | 2  | Nicky Defraye         | 8:4  | 1328 | 21 | 63,23  | 300,00 | 300 |
| Halb- finale               | 3  | Martien van der Spoel | 8:2  | 1260 | 11 | 114,54 | 300,00 | 300 |
| Halb- finale               | 3  | Edgar Meerwijk        | 8:2  | 1245 | 14 | 88,92  | 300,00 | 300 |
| Viertel- finale            | 5  | Steve Dorard          | 4:4  | 694  | 15 | 46,26  | 150,00 | 174 |
| Viertel- finale            | 6  | Davy van Havere       | 4:4  | 835  | 21 | 39,76  | 75,00  | 188 |
| Viertel- finale            | 7  | Christian Mooren      | 4:4  | 600  | 17 | 35,29  | 150,00 | 250 |
| Viertel- finale            | 8  | Julien Rault          | 4:4  | 758  | 31 | 24,45  | 50,00  | 186 |
| Gruppen- phase             | 9  | Koen Saver            | 2:4  | 513  | 12 | 42,75  | 50,00  | 187 |
| Gruppen- phase             | 10 | Jan Dvoraček          | 2:4  | 680  | 21 | 32,38  | 25,00  | 182 |
| Gruppen- phase             | 11 | Janis Ziogas          | 2:4  | 413  | 25 | 16,52  | 17,64  | 91  |
| Gruppen- phase             | 12 | Maarten Janssen       | 2:4  | 438  | 38 | 11,52  | 14,40  | 71  |
| Gruppen- phase             | 13 | Kai Brezl             | 2:4  | 428  | 18 | 23,77  | 60,00  | 271 |
| Gruppen- phase             | 14 | Nicolas Charote       | 2:4  | 566  | 34 | 16,64  | 20,00  | 104 |
| Gruppen- phase             | 15 | Daniel Bichler        | 0:6  | 172  | 22 | 7,81   | -      | 51  |
| Gruppen- phase             | 16 | Adam Brezina          | 0:6  | 154  | 29 | 5,31   | -      | 61  |
| Turnierdurchschnitt: 33,78 |    |                       |      |      |    |        |        |     |